# Primera División (Chile) 2009 Clausura
Die Clausura der Primera División 2009, auch unter dem Namen Campeonato Nacional Clausura Copa Banco del Estado 2009 bekannt, war die 86. Spielzeit der Primera División, der höchsten Spielklasse im Fußball in Chile. Die Saison begann am 10. Juli und endete am 9. Dezember.
Die Saison wurde wie bereits in den Vorjahren in zwei eigenständige Halbjahresmeisterschaften, der Apertura und Clausura, unterteilt.
Die Meisterschaft gewann das Team von CSD Colo-Colo, das sich im Finale gegen CD Universidad Católica durchsetzen konnte. Für den Rekordmeister war es der 29. Meisterschaftstitel, der sich neben Apertura-Meister CF Universidad de Chile damit gleichzeitig für die Copa Libertadores 2010 qualifizierte. Als punktbestes Team der Clausura-Ligaphase qualifizierte sich CD Universidad Católica.
Anhand der Gesamttabelle stiegen Municipal Iquique und Rangers de Talca direkt ab, über die Relegations-Playoffs stieg zudem Curicó Unido ab.

## Modus
Die 18 Teams spielen einmalig jeder gegen jeden. Die ersten acht Teams der Tabelle qualifizieren sich für die Finalrunde.
Die Finalrunde findet im K.-o.-System mit Hin- und Rückspiel statt. Sieger ist das Team mit mehr Toren in beiden Spielen. Die Auswärtstorregel findet erstmals Anwendung, bei weiterem Torgleichstand geht es ins Elfmeterschießen. Für die Copa Libertadores qualifizieren sich die beiden Meister sowie das punktbeste Team. Zwei Absteiger werden am Ende der Clausura anhand der Gesamttabelle aus Apertura und Clausura ermittelt. Die beiden letzten Vereine steigen direkt ab, zwei weitere Teams steigen über die gewichtete Abstiegstabelle ab. Die beiden schlechtplatziertesten Teams, die nicht direkt abgestiegen sind, spielen Relegations-Playoffs gegen die qualifizierten Zweitligisten.

## Teilnehmer
Die Absteiger der Vorsaison Deportes Melipilla, Provincial Osorno, Deportes Antofagasta und Deportes Concepción wurden durch die Aufsteiger aus der Primera B Curicó Unido und Municipal Iquique ersetzt. Die Liga wurde von 20 auf 18 Teams reduziert. Folgende Vereine nahmen daher an der Meisterschaft 2009 teil:
| Mannschaft                | Stadt             | Stadion                                      | Kapazität |
| ------------------------- | ----------------- | -------------------------------------------- | --------- |
| Audax Italiano            | Santiago de Chile | Estadio Bicentenario Municipal de La Florida | 12.000    |
| CD Cobreloa               | Calama            | Estadio Zorros del Desierto                  | 20.180    |
| CD Cobresal               | El Salvador       | Estadio El Cobre                             | 20.752    |
| CSD Colo-Colo             | Santiago de Chile | Estadio Monumental                           | 45.000    |
| Curicó Unido              | Curicó            | Estadio La Granja                            | 08.000    |
| Deportes La Serena        | La Serena         | Estadio La Portada                           | 15.000    |
| Deportivo Ñublense        | Chillán           | Estadio Nelson Oyarzún                       | 12.000    |
| Everton                   | Viña del Mar      | Estadio Sausalito                            | 18.000    |
| CD Huachipato             | Talcahuano        | Estadio CAP                                  | 10.500    |
| Municipal Iquique         | Iquique           | Estadio Tierra de Campeones                  | 10.000    |
| CD O’Higgins              | Rancagua          | Estadio El Teniente                          | 15.450    |
| CD Palestino              | Santiago de Chile | Estadio Municipal de La Cisterna             | 08.000    |
| Rangers de Talca          | Talca             | Estadio Fiscal de Talca                      | 10.000    |
| Santiago Morning          | Santiago de Chile | Estadio Municipal de La Pintana              | 06.000    |
| Universidad Católica      | Santiago de Chile | Estadio San Carlos de Apoquindo              | 13.000    |
| Universidad de Chile      | Santiago de Chile | Estadio Nacional de Chile                    | 49.000    |
| Universidad de Concepción | Concepción        | Estadio Municipal de Concepción              | 29.000    |
| Unión Española            | Santiago de Chile | Estadio Santa Laura                          | 19.000    |

## Ligaphase
| Pl.                                | Verein                    | Sp. | S  | U | N  | Tore    | Diff. | Punkte |
| ---------------------------------- | ------------------------- | --- | -- | - | -- | ------- | ----- | ------ |
| 1.                                 | Universidad Católica      | 17  | 11 | 5 | 1  | 043:130 | +30   | 38     |
| 2.                                 | Deportes La Serena        | 17  | 11 | 0 | 6  | 031:190 | +12   | 33     |
| 3.                                 | Audax Italiano            | 17  | 9  | 5 | 3  | 026:220 | +4    | 32     |
| 4.                                 | CSD Colo-Colo             | 17  | 8  | 4 | 5  | 028:190 | +9    | 28     |
| 5.                                 | Universidad de Concepción | 17  | 8  | 3 | 6  | 023:230 | ±0    | 27     |
| 6.                                 | Santiago Morning          | 17  | 8  | 2 | 7  | 022:250 | −3    | 26     |
| 7.                                 | Unión Española            | 17  | 7  | 4 | 6  | 030:300 | ±0    | 25     |
| 8.                                 | Everton                   | 17  | 7  | 4 | 6  | 019:200 | −1    | 25     |
| 9.                                 | Rangers de Talca (a)      | 17  | 7  | 3 | 7  | 026:270 | −1    | 21     |
| 10.                                | Universidad de Chile (M)  | 17  | 5  | 6 | 6  | 023:250 | −2    | 21     |
| 11.                                | CD Cobresal               | 17  | 5  | 5 | 7  | 018:170 | +1    | 20     |
| 12.                                | CD Palestino              | 17  | 5  | 5 | 7  | 016:200 | −4    | 20     |
| 13.                                | CD Cobreloa               | 17  | 6  | 1 | 10 | 021:220 | −1    | 19     |
| 14.                                | Deportivo Ñublense        | 17  | 5  | 4 | 8  | 015:210 | −6    | 19     |
| 15.                                | CD O’Higgins              | 17  | 4  | 7 | 6  | 017:230 | −6    | 19     |
| 16.                                | CD Huachipato             | 17  | 5  | 2 | 10 | 021:290 | −8    | 17     |
| 17.                                | Curicó Unido (b) (N)      | 17  | 4  | 8 | 5  | 016:250 | −9    | 17     |
| 18.                                | Municipal Iquique (N)     | 17  | 1  | 6 | 10 | 021:360 | −15   | 09     |
| Quelle: rsssf.org, Stand: Endstand |                           |     |    |   |    |         |       |        |

| (M) | Vorjahresmeister |

## Finalrunde

### Viertelfinale
|                              | Gesamt |                         | Hinspiel | Rückspiel |
| ---------------------------- | ------ | ----------------------- | -------- | --------- |
| Everton                      | 0:2    | CD Universidad Católica | 0:2      | 0:0       |
| CD Universidad de Concepción | 4:6    | CSD Colo-Colo           | 1:2      | 3:4       |
| Unión Española               | 2:3    | Deportes La Serena      | 1:1      | 1:2       |
| Santiago Morning             | 5:4    | Audax Italiano          | 4:2      | 1:2       |

### Halbfinale
|                  | Gesamt |                         | Hinspiel | Rückspiel |
| ---------------- | ------ | ----------------------- | -------- | --------- |
| Santiago Morning | 3:8    | CD Universidad Católica | 0:3      | 3:5       |
| CSD Colo-Colo    | 4:0    | Deportes La Serena      | 1:0      | 3:0       |

### Finale
Das Hinspiel fand am 5. Dezember, das Rückspiel am 9. Dezember statt.
|               | Gesamt |                         | Hinspiel | Rückspiel |
| ------------- | ------ | ----------------------- | -------- | --------- |
| CSD Colo-Colo | 6:4    | CD Universidad Católica | 2:2      | 4:2       |

Mit dem Erfolg gewann CSD Colo-Colo seinen 29. Meisterschaftstitel.

## Beste Torschützen
| Rang | Spieler           | Klub                         | Tore |
| ---- | ----------------- | ---------------------------- | ---- |
| 1    | Diego Rivarola    | Santiago Morning             | 13   |
| 2    | Rodrigo Toloza    | CD Universidad Católica      | 12   |
| 3    | Ezequiel Miralles | CSD Colo-Colo                | 11   |
| 4    | Cristián Canío    | Audax Italiano               | 10   |
|      | Damián Díaz       | CD Universidad Católica      | 10   |
|      | Javier Elizondo   | Deportes La Serena           | 10   |
|      | Roberto Gutiérrez | CD Universidad Católica      | 10   |
|      | Gabriel Vargas    | CD Universidad de Concepción | 10   |
| 9    | Esteban Paredes   | CSD Colo-Colo                | 9    |

## Gesamttabelle
| Pl.                                | Verein                    | Sp. | S  | U  | N  | Tore    | Diff. | Punkte |
| ---------------------------------- | ------------------------- | --- | -- | -- | -- | ------- | ----- | ------ |
| 1.                                 | Universidad Católica      | 34  | 19 | 8  | 7  | 069:310 | +38   | 65     |
| 2.                                 | Unión Española            | 34  | 19 | 5  | 10 | 068:470 | +21   | 62     |
| 3.                                 | Audax Italiano            | 34  | 16 | 9  | 9  | 051:420 | +9    | 57     |
| 4.                                 | Santiago Morning          | 34  | 16 | 5  | 13 | 063:540 | +9    | 53     |
| 5.                                 | Everton                   | 34  | 14 | 11 | 9  | 043:370 | +6    | 53     |
| 6.                                 | Universidad de Chile      | 34  | 14 | 10 | 10 | 056:460 | +10   | 52     |
| 7.                                 | Universidad de Concepción | 34  | 14 | 8  | 12 | 047:480 | −1    | 50     |
| 8.                                 | Deportes La Serena        | 34  | 14 | 5  | 15 | 050:510 | −1    | 47     |
| 9.                                 | CSD Colo-Colo             | 34  | 13 | 8  | 13 | 056:470 | +9    | 47     |
| 10.                                | CD O’Higgins              | 34  | 11 | 11 | 12 | 042:490 | −7    | 44     |
| 11.                                | CD Cobreloa               | 34  | 13 | 4  | 17 | 045:470 | −2    | 43     |
| 12.                                | CD Huachipato             | 34  | 12 | 6  | 16 | 047:580 | −11   | 42     |
| 13.                                | Deportivo Ñublense        | 34  | 10 | 9  | 15 | 031:440 | −13   | 39     |
| 14.                                | CD Cobresal               | 34  | 9  | 12 | 13 | 041:510 | −10   | 39     |
| 15.                                | CD Palestino              | 34  | 10 | 7  | 17 | 034:570 | −23   | 37     |
| 16.                                | Curicó Unido (b)          | 34  | 9  | 12 | 13 | 039:530 | −14   | 36     |
| 17.                                | Rangers de Talca (a)      | 34  | 10 | 8  | 16 | 046:550 | −9    | 35     |
| 18.                                | Municipal Iquique         | 34  | 8  | 11 | 15 | 048:590 | −11   | 35     |
| Quelle: rsssf.org, Stand: Endstand |                           |     |    |    |    |         |       |        |

| (M) | Vorjahresmeister |
| (N) | Aufsteiger       |

## Relegations-Playoffs
|                             | Gesamt          |                  | Hinspiel | Rückspiel |
| --------------------------- | --------------- | ---------------- | -------- | --------- |
| CD San Luis de Quillota (2) | 4:2             | Curicó Unido (1) | 1:2      | 3:0       |
| CD San Marcos de Arica (2)  | 2:2 (2:4 i. E.) | CD Palestino (1) | 2:0      | 0:2       |

Damit steigt CD San Luis de Quillota in die Primera División auf, während Curicó Unido in die Primera B absteigen muss.